# Tribunal Principal de la Corona de Lublin

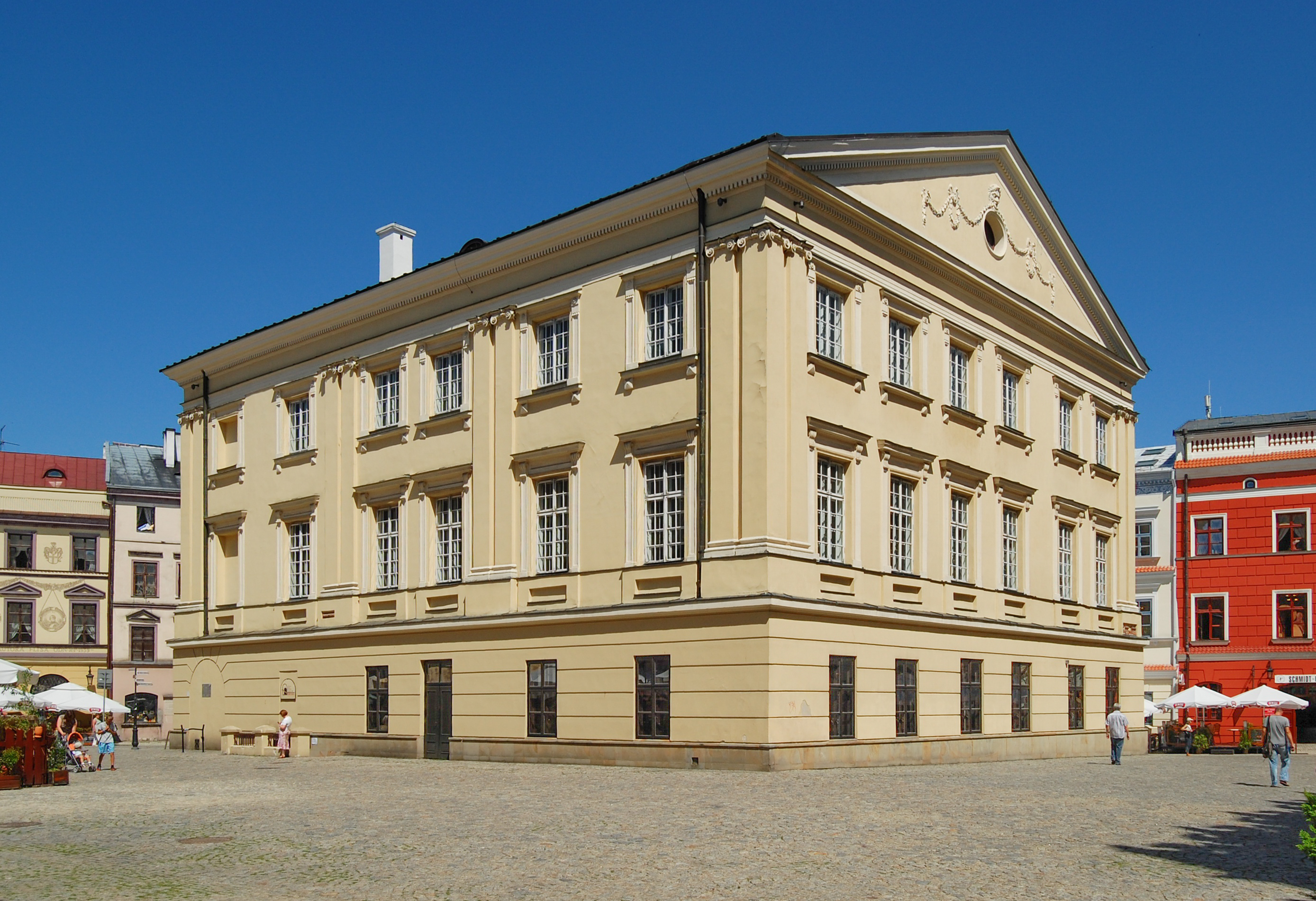
Tribunal Principal de la Corona de Lublin

El Tribunal Principal de la Corona de Lublin es el más alto tribunal de apelación de la Corona del Reino de Polonia en la Primera República para casos de derecho de la tierra, en aquel tiempo de la nobleza, para la Pequeña Polonia.

## Función del Tribunal
En 1578, en sejm walny warszawski, se creó una nueva instancia judicial, el Tribunal de la Corona (Iudicium Ordinarium Generale Tribunalis Regni). El rey Estebán I Báthory, como iudex supremus, renunció a sus anteriores poderes de juez supremo en favor de un tribunal estatal de la nobleza. A partir de entonces, el tribunal supremo (de apelación) para la nobleza fue el Tribunal de la Corona.
Sólo la Corona estaba sujeta al Tribunal en virtud de la Constitución de 1578. Las sedes de los tribunales de la corona pasaron a ser: Piotrków para la Gran Polonia y Mazovia, y Lublin para la Pequeña Polonia. El tribunal comenzó sus sesiones en Piotrków, donde juzgó desde el lunes siguiente a San Martín (11 de noviembre) hasta el Domingo de Ramos (Dominica Palmarum). En Lublin, comenzaba sus sesiones a partir del lunes siguiente al primer domingo después de Pascua (Dominica Conductus Paschae) hasta que se agotaban todos los casos presentados en un año determinado, lo que solía durar hasta el día de San Bartolomé (24 de agosto). Sin embargo, ya en 1611, en el Sejm ordinario de Varsovia, se decidió "aportar tiempo a los tribunales de la corte". La constitución del Sejm de la Convocatoria de 1764 dividió el Tribunal de la Corona en dos tribunales existentes por separado y juzgados simultáneamente: el Tribunal de la Corona de la Gran Polonia y el Tribunal de la Corona de la Pequeña Polonia. Estos cambios no duraron mucho. Sejm Extraordinario, de los años 1767 y 1768, promulgó una constitución bajo el nombre de Fusión del Tribunal de la Corona, que restablecía un Tribunal de la Corona para ambas provincias. El Tribunal de la Corona estaba formado por jueces llamados diputados, elegidos anualmente tanto entre la nobleza, los llamados diputados laicos, como entre el clero, los llamados diputados clericales. El tribunal estaba dirigido por un presidente elegido entre los diputados
Gracias al Tribunal, Lublin se convirtió en el centro jurídico de la República Noble de Polonia. Con la caída de los centros universitarios que formaban a los abogados, fue la sala del tribunal la que se convirtió en la universidad para muchos abogados, y fue aquí donde dieron sus primeros pasos y adquirieron la práctica. La proximidad de la Academia Zamojska, donde se estudiaba derecho, también fue beneficiosa. Lublin atrae a los candidatos a estudiar derecho no sólo del territorio de la República de Polonia, sino también del extranjero. También hay que destacar el papel del Tribunal en la vida de la ciudad. Gracias al Tribunal, Lublin no sólo se convirtió en una capital judicial, sino que se desarrolló rápidamente. Casi inmediatamente después de su fundación, comenzaron a crecer en Lublin palacios de magnates y residencias nobiliarias. Mientras duró la sesión del tribunal, la vida en Lublin se animó. Tras la pérdida de la independencia, el Tribunal de la Corona de Lublin, al igual que otros tribunales nobiliarios del antiguo gobierno polaco, fue cerrado. Los expedientes del Tribunal de la Corona de Lublin, conservados en el archivo del tribunal, situado en el refectorio del monasterio dominicano, fueron trasladados al monasterio de la Orden de Frailes Menores en 1811, y en 1827 fueron transferidos al recién creado Archiwum Akt Dawnych de Lublin. En los años 1836-1840, fueron trasladados en su totalidad al Archiwum Akt Dawnych de Varsovia, donde fueron completamente destruidos durante el Levantamiento de Varsovia en 1944.

## Historia del edificio

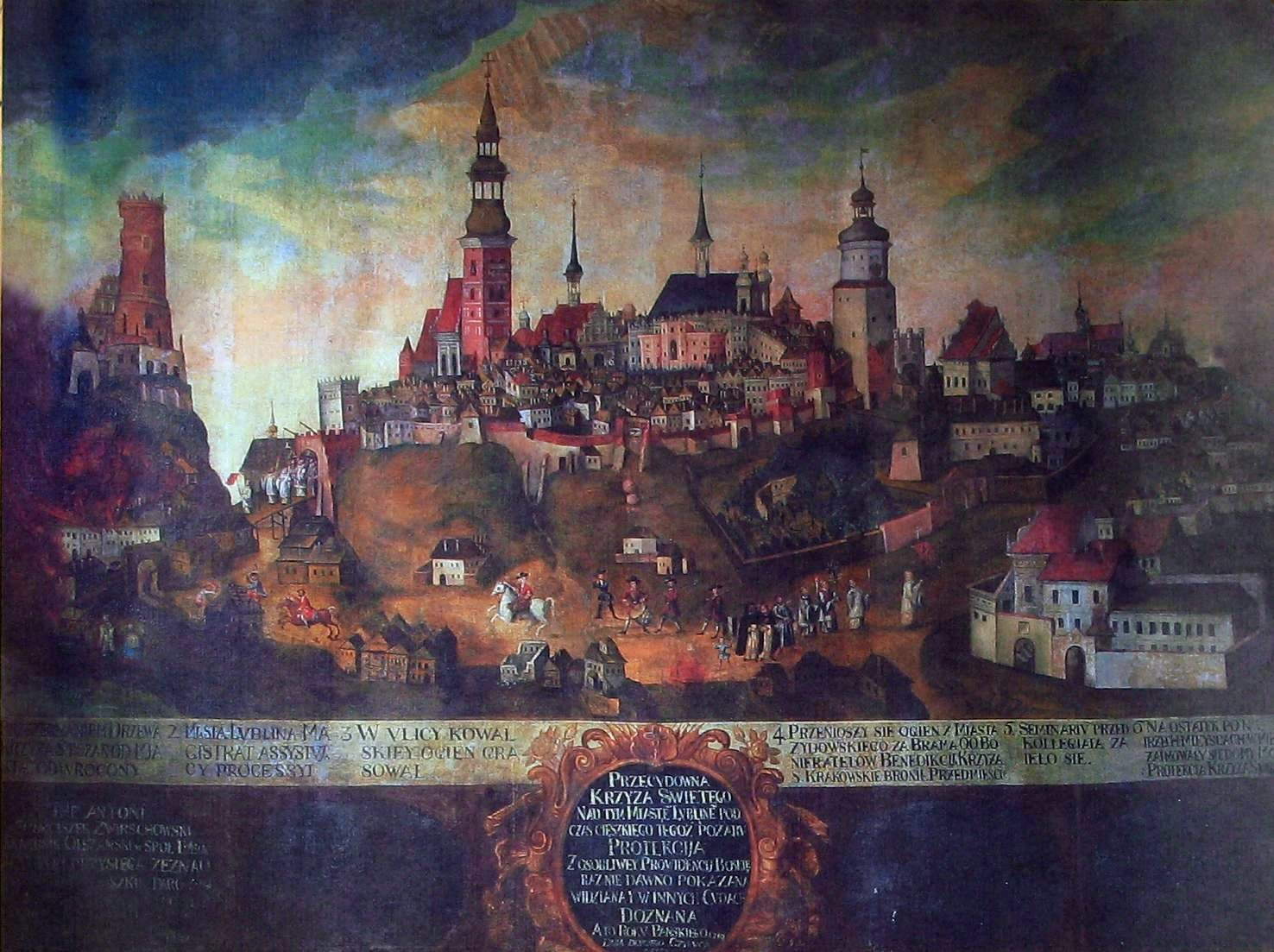
El edificio del Tribunal sobre el cuadro del incendio de Lublin en 1719

El actual edificio del Tribunal de la Corona, erigido en la Plaza del Centro Histórico de Lublin, sustituyó al antiguo ayuntamiento de madera, incendiado en 1389. Al principio, el edificio recién construido sirvió de ayuntamiento, y a partir de 1578 albergó el Tribunal de la Corona para la nobleza de Pequeña Polonia.
El edificio gótico del antiguo ayuntamiento se levantó en el siglo XIV y era una estructura de madera con dos torres y una escalera exterior. El ayuntamiento de entonces se quemó en el incendio de Lublin en 1389, y en ese lugar se levantó otro edificio de ladrillo más grande, también de estilo gótico. En la primera mitad del siglo XVI, durante la reconstrucción del edificio, se le dio un aspecto renacentista. Entre otras cosas, se remató con un ático y se añadió una escalera exterior que conducía al primer piso.

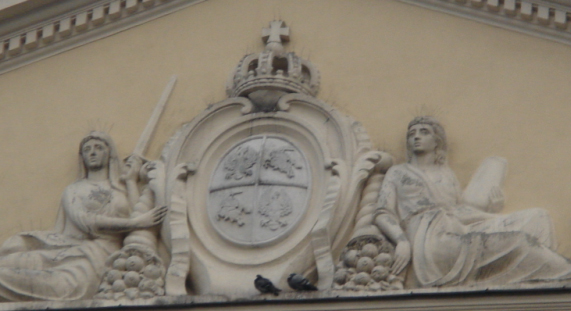
El Tribunal de la Corona, el motivo con el águila polaca y la pahonia lituana

Tras un nuevo incendio de Lublin en 1575, el edificio fue reconstruido en estilo renacentista y se supone que hace referencia a los ayuntamientos de Sandomierz y Tarnów. En los años 80 del siglo XVII tuvo lugar otra reconstrucción, esta vez barroca, del edificio del Centro Histórico. Se añadió el segundo piso y se reconstruyó la torre, y el aspecto barroco del edificio se puede observar en el cuadro Pożar Lublina de 1719, que ahora se encuentra en la iglesia de los dominicos.
En los años 1781-1787 el edificio del Tribunal fue reconstruido a su aspecto contemporáneo según el proyecto de Dominik Merlini, es decir el arquitecto de la corte de Estanislao II Poniatowski. Entonces se le dio un aspecto clasicista, se amplió el edificio y casi se duplicó su tamaño. La segunda planta también se terminó y se destinó a los cortes terrestres, mientras que el resto de los interiores no se modificaron. Todos los muros exteriores del Tribunal están decorados con pilastras clásicas; en el tímpano se ha colocado un relieve que representa el símbolo de la justicia.

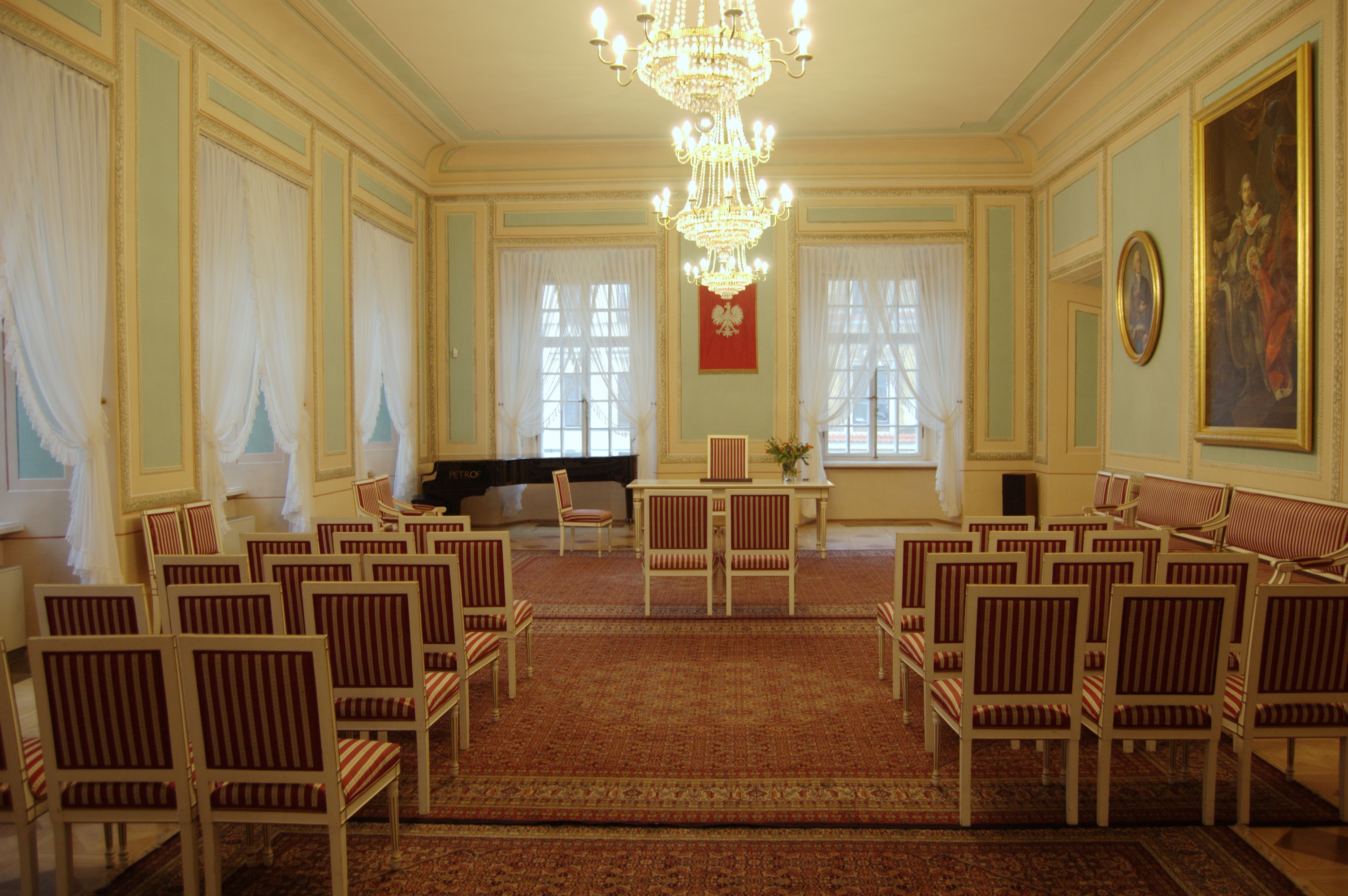
Una de las salas del Tribunal de Lublin, ahora utilizada como salón de bodas

En la parte superior de la fachada exterior se encuentra un bajorrelieve característico. El escudo en el centro de este bajorrelieve representa dos blasones. Uno de ellos es el Águila, símbolo de Polonia, el otro es la Pahonia, símbolo de Lituania. Sobre el escudo hay una corona de reyes polacos rematada con una cruz. A ambos lados del escudo hay figuras de mujeres sentadas. Una de ellas sostiene una espada y la otra una balanza, símbolos de la justicia. A los pies de uno de ellas hay un león. En 1977 se reconstruyó el bajorrelieve.
En tiempos de Estanislao II, el Tribunal albergaba un taller artístico del pintor real Marcello Bacciarelli, así llamada Bacciarellówka. Había incluso planes de abrir allí la primera academia de bellas artes de Polonia.
Entre los numerosos cuadros que hay actualmente en el edificio del Tribunal se encuentran un retrato del rey Esteban I Báthory y un retrato de Stanisław Małachowski, Presidente del Sejm de Cutro Años.
Hoy en día, el antiguo edificio del Tribunal de la Corona alberga el Palacio de las Bodas, y en el sótano -la antigua bodega y prisión- la Ruta Subterránea de Lublin. También se celebran aquí actos culturales, como conciertos de música, y una parte de las habitaciones está ocupada por el Museo de la Historia del Ayuntamiento y el Tribunal de la Corona.

## Pata del Diablo
Hay una leyenda de Lublin que tiene su confirmación en fuentes históricas y está situada en el Tribunal de la Corona de Lublin. Una de sus versiones dice que en 1637 o 1638 tuvo lugar un juicio a una viuda en el Tribunal de Lublin. El litigante era un magnate que sobornó a los jueces. La angustiada viuda levantó las manos hacia el crucifijo que colgaba en la sala y gritó: Si los demonios hubieran juzgado, habrían dado un veredicto más justo. Esa misma noche, aparecieron en la sala unas misteriosas figuras, vestidas en żupanes, túnicas de nobleza y con pelucas negras. El escriba, que estaba tomando notas del juicio, notó los cuernos del diablo escondidos en su pelo y olió a azufre. Los diablos dictaron la sentencia a favor de la mujer, y para sellarla, el juez diabólico se apoyó en la mesa con la mano, grabando la huella de su mano en la tabla. Fue entonces cuando Cristo, en el crucifijo de la sala, giró la cabeza para no ver que los juicios del diablo eran más justos que los del hombre. La Cruz del Tribunal todavía se encuentra en una de las capillas de la Catedral de Lublin, y una mesa con una pata del diablo quemada, que data de antes de 1578, se encuentra en el Museo en el Castillo en Lublin.